# 武道真锁管
武道真锁管（学名：Loligo edulis budo），又名小卷（幼体）、中卷（亚成体）和透抽，是管鱿目锁管科锁管属的一种。主要分布于韩国和台湾，常栖息在沿岸。